# Dempel (Karangrayung)
Dempel is een bestuurslaag in het regentschap Grobogan van de provincie Midden-Java, Indonesië. Dempel telt 3152 inwoners (volkstelling 2010).